# Rotgegürtelter Runzel-Milchling
Der Rotgegürtelte Runzel-Milchling oder Rotgegürtelte Milchling (Lactarius rubrocinctus) ist eine Pilzart aus der Familie der Täublingsverwandten (Russulaceae). Er ist ein mittelgroßer bis großer Milchling mit einem orangebraunen bis ockerorangefarbenen Hut, der im Alter oder bei Trockenheit radial runzelig wird. An der Stielspitze hat er häufig eine schmale, rotbraun gefärbte, ringförmige Zone. Der Milchling wächst auf kalk- und nährstoffreichen Böden bei Rotbuchen. Die Fruchtkörper erscheinen von Ende Juli bis Oktober.

## Merkmale

### Makroskopische Merkmale
Der Hut ist 7–12 cm breit, jung flach gewölbt, bald ausgebreitet bis leicht niedergedrückt und mitunter fast trichterförmig vertieft. Die Oberfläche ist jung glatt, später zunehmend höckerig und radialrunzelig. Die Mitte kann fast gehirnartig gefaltet sein. Der Hut ist zuerst orange- bis ockerbraun gefärbt, dann mehr rötlich braun. Zum glatten und scharfen Hutrand hin ist der Hut meist blasser gefärbt. Die Hutmitte ist oft dunkel- bis schwarzbraun gefleckt.
Die breit angewachsenen bis herablaufenden Lamellen sind jung cremefarben und später rosabräunlich bis rötlich braun, werden sie gedrückt, laufen sie braunviolett an. Sie sind häufig gegabelt und haben eine glatte Schneide. Das Sporenpulver ist weißlich-gelb bis cremefarben.
Der zylindrische, anfangs schwammige und später meist hohle Stiel ist 3–7 cm lang und 0,8–2,5 cm breit. Die Stielbasis kann teilweise etwas verjüngt sein. Er ist ähnlich gefärbt wie der Hut oder blasser, jung hell orangebraun, später weinbraun und dabei oft dunkel rotbraun punktiert. Typisch ist eine auffällige, rötliche bis dunkel weinbraune, kragenähnliche Zone unmittelbar am Lamellenansatz. Dort ist der Stiel auch oft in Fortsetzung der Lamellen leicht gestreift.
Das blasse bis cremefarbene, ziemlich feste Fleisch ist unter der Huthaut rotbraun gefärbt. Es riecht mehr oder weniger gummi- oder wanzenartig, ähnlich wie der Eichen-Milchling (Lactarius quietus), wenn auch nicht ganz so stark. Der Geschmack ist mild bis bitterlich und adstringierend, nach längerem Kauen kann es auch etwas scharf schmecken. Die Milch ist weiß und unveränderlich. Auch sie schmeckt mild, aber oft, wie auch das Fleisch, bitter und schwach adstringierend.

### Mikroskopische Merkmale
Das Sporenornament besteht aus 0,5–1,0 (–1,2) µm hohen, gratig verlängerten Warzen und kurzen gratigen Rippen, die über feinere Linien miteinander zu einem sehr unvollständigen, leicht zebrastreifigen Netz verbunden sind. Geschlossene Maschen kommen nur sehr spärlich vor, während isoliert stehende Warzen häufig sind. Der Hilarfleck ist meist inamyloid.
Die meist viersporigen und ziemlich keuligen Basidien messen 30–51 × 8–13 µm. Pleuromakrozystiden kommen recht zahlreich vor. Sie sind 60–110 µm lang und 49–13,5 µm breit, spindelig, am oberen Ende spitz oder ziemlich spitz oder perlschnurartig eingeschnürt. Selten können die Pleuromakrozystiden auch gegabelt sein. Die Lamellenschneiden sind mehr oder weniger steril und mit zahlreichen, spindeligen bis pfriemförmigen Cheilomakrozystiden besetzt, die 25–85 µm lang und 5–11 (–13) µm breit sind. Das obere Ende ist spitz oder perlenkettenartig geschnürt und manchmal gegabelt.
Die Huthaut (Pileipellis) ist ein Hyphoepithelium oder ein Hymenoepithelium, das aus rundlichen bis ovalen oder birnenförmigen, 10–38 µm langen und 10–25 µm breiten Zellen besteht. Die Hyphenenden sind 20–70 µm lang und 3,5–10 µm breit und zylindrisch bis spindlig oder sackförmig bis keulig. Die Subpellis ist deutlich ausgebildet und besteht aus 20–25 (–35) µm breiten, runden bis mehr oder weniger isodiametrischen Zellen.

## Artabgrenzung
Der seltene Milchling hat einige recht typische Merkmale, sodass man ihn von einigen recht ähnlichen Arten unterscheiden kann. Der ziemlich robuste Fruchtkörper hat bei Reife einen orangebraunen, runzeligen Hut und Lamellen, die sich auf Druck violettrot verfärben. Ebenfalls sehr typisch ist die kragenähnliche, weinbraune Ringzone an der Stielspitze. Mikroskopisch unterscheidet sich der Milchling von ähnlichen Arten durch die zellige Struktur der Huthaut, die langen Makrozystiden sowie die fast isoliert-warzigen Sporen, deren Rippen nicht oder nur sehr rudimentär netzartig verbundenen sind.
Besonders ähnlich ist der Orangefuchsige Milchling (Lactarius fulvissimus), dem aber die ringartige Zone an der Stielspitze fehlt und dessen Lamellen sich bei Verletzung nicht violettrot verfärben.

## Ökologie
Der Rotgegürtelte Runzel-Milchling ist ein Mykorrhizapilz, der überwiegend mit Rotbuchen eine Partnerschaft eingeht. Man findet in auf frischen, mehr oder weniger kalkhaltigen, aber nährstoffarmen Böden in Rotbuchen- und Rotbuchen-Tannenwäldern. Selten wächst er unter eingestreuten Rotbuchen auch in Eschen-Bergahorn-Schatthang- oder Hainbuchen-Eichenwäldern. Die Fruchtkörper erscheinen einzeln bis gesellig von Ende Juli bis Oktober. Der Milchling kommt überwiegend kollin bis eumontan vor, steigt jedoch nicht über 900 m NN auf.

## Verbreitung

Verbreitung des Rotgegürtelten Runzel-Milchling in Europa. Grün eingefärbt sind Länder, in denen der Milchling nachgewiesen wurde. Grau dargestellt sind Länder ohne Quellen oder Länder außerhalb Europas.

Der Rotgegürtelte Runzel-Milchling ist eine rein europäische Art, die in Europa submeridional bis temperat verbreitet ist. Sein Verbreitungsgebiet entspricht dem der Rotbuche, seinem Mykorrhizapartner. In Südeuropa kann man die Art von Spanien über Italien bis in die Staaten des ehemaligen Jugoslawiens finden. Außerdem kommt der Milchling in Frankreich und Mitteleuropa vor. Im Norden wurde er im südlichen Norwegen und in Südschweden nachgewiesen.
In Deutschland kommt die Art locker gestreut in fast allen Bundesländern vor, in vielen Bundesländern ist er aber extrem selten. Im Hügel- und Bergland über Kalk ist der Milchling etwas häufiger, weshalb die Art im südlichen Deutschland etwas stärker verbreitet ist. Die Bestände sind infolge von Absauerung und Eutrophierung der Waldböden seit Jahren tendenziell rückläufig. Insgesamt ist die Art in Deutschland selten bis sehr zerstreut. Auch in der Schweiz ist der Milchling eher selten.

## Systematik
Der Milchling wurde 1863 von Elias Magnus Fries als Lactarius rubrocinctus beschrieben. 1891 stellte Kuntze die Art als Lactifluus rubrocinctus in seine neu definierte Gattung Lactifluus.
Taxonomische Synonyme sind das 1960 durch Hora beschriebene Taxon Lactarius subsericeus, das 1954 durch Kühner beschriebene Taxon Lactarius iners und das Taxon Lactarius tithymalinus im Sinne von Neuhoff und Moser. Zu beachten ist, dass Neuhoff den Namen Lactarius rubrocinctus für das Taxon Lactarius fulvissimus den Orangefuchsigen Milchling verwendet. Das Artepitheton "rubrocinctus" leitet sich von rubrus (rot) und cingere (ring- oder gürtelartig umschließen) ab. Ein Hinweis auf die rötliche bis dunkel weinbraune, ringartige Zone, die die Stielspitze des Milchlings umgibt.

### Infragenerische Systematik
Bon stellt den Rotgegürtelten Runzel-Milchling in die Sektion Mitissimi. Die Vertreter ähneln stark den Vertretern der Sektion Subdulces, aber ihre Hüte sind kräftiger orange gefärbt und die weiße Milch verfärbt sich auch nicht auf einem weißen Tuch. Heilmann-Clausen stellt den Milchling in die Sektion Tabidi die bei ihm in der Untergattung Russularia steht. Bei M. Basso steht der Täubling in die Sektion Ichorati, die in der Untergattung Rhysocybella steht.

## Bedeutung
Der Milchling gilt als ungenießbar.